# German Juniors 2001
Das German Juniors 2001 im Badminton fand vom 8. bis zum 11. März 2001 in Bottrop statt. Es war die 18. Austragung dieses bedeutendsten internationalen Juniorenwettkampfs Deutschland.

## Sieger und Platzierte
| Disziplin    | Gold                      | Silber                              | Bronze                           |
| ------------ | ------------------------- | ----------------------------------- | -------------------------------- |
| Herreneinzel | Lin Dan                   | Eric Pang                           | Marc Zwiebler                    |
| Herreneinzel | Lin Dan                   | Eric Pang                           | Qiu Bohui                        |
| Dameneinzel  | Yu Jin                    | Lei Minji                           | Yang Xi                          |
| Dameneinzel  | Yu Jin                    | Lei Minji                           | Li Wenyan                        |
| Herrendoppel | Sang Yang Tao Nianyun     | Lu Jian Gu Jian                     | Michael Fuchs Tim Dettmann       |
| Herrendoppel | Sang Yang Tao Nianyun     | Lu Jian Gu Jian                     | Yoshinaga Enomoto Kohei Hayasaka |
| Damendoppel  | Zhao Tingting Zhang Yawen | Kamila Augustyn Nadieżda Kostiuczyk | Kumiko Ogura Reiko Shiota        |
| Damendoppel  | Zhao Tingting Zhang Yawen | Kamila Augustyn Nadieżda Kostiuczyk | Lei Lei Li Wenyan                |
| Mixed        | Sang Yang Zhang Yawen     | Gu Jian Zhao Tingting               | Lin Dan Yang Xi                  |
| Mixed        | Sang Yang Zhang Yawen     | Gu Jian Zhao Tingting               | Tao Nianyun Zheng Liwen          |